# Повесть о молодожёнах
«Повесть о молодожёнах» — советский полнометражный чёрно-белый художественный фильм, поставленный на киностудии «Ленфильм» в 1959 году режиссёром Сергеем Сиделёвым.
Премьера фильма в СССР состоялась 19 января 1960 года.

## Сюжет
Ежегодно в Доме над Невой собираются его бывшие воспитанники. Пришла сюда и Шура вместе с мужем Володей. Старые друзья хорошо приняли новобрачных, пожелали счастья. Но вскоре глупая ссора развела молодых… И как знать, чем бы всё это кончилось, если бы на помощь не пришли друзья. Шура остаётся одна. Родив двойню, она возвращается не в общежитие, а к своему другу детства Феде, который, рискуя браком, отдаёт свою комнату Шуре. Володя приезжает в Ленинград, и, благодаря помощи верных друзей, молодожёны снова вместе.

## В ролях
- Вера Пашенная — Ольга Николаевна, директор детского дома
- Татьяна Пельтцер — Варвара Васильевна, тётя Володи, акушерка
- Кюнна Игнатова — Шура Кулик, бывшая воспитанница детского дома, жена Володи
- Гренада Жгун — Светлана, невеста Феди
- Анатолий Кузнецов — Володя Солодухин
- Евгений Леонов — Федя Макаров
- Алиса Фрейндлих — Галя, подруга Шуры
- Евгения Трейтман — Лена, подруга Шуры
- Светлана Мазовецкая — Люба, подруга Шуры
- Владимир Поболь — Коля Свиридов, компорг

## В эпизодах
| - Анатолий Азо — Степан, брат Светы - Зоя Александрова — выпускница детского дома - А. Богатырев - Игорь Боголюбов — старший брат Светы - Николай Гаврилов — начальник строительства - Владимир Курков — брат Светланы - Кирилл Лавров — Александр Синицын, лётчик - Михаил Ладыгин — Николай Петрович, отец Светланы | - Оскар Линд — квартуполномоченный - Пётр Лобанов — управдом - Людмила Макарова — Катя, регистратор в роддоме - Галина Мочалова — Тося, сотрудница Солодухина - Ольга Порудолинская — Светлана Филипповна, мать Светланы - Тамара Сезеневская — Маша, медсестра в роддоме - Николай Трофимов — Кукушкин, отец четырёх дочерей - Сергей Юрский — Данила, друг Володи | В титрах не указаны - Борис Аракелов — Анатолий, друг Володи - Светлана Жгун — Валя, девушка, принятая за Шуру - Владислав Ковальков — сосед по общежитию - Алексей Кожевников — комсомолец - Акилина Колесова — акушерка - Владимир Особик — Гаврик, Александр Синицын в детстве - Зоя Русина — пассажирка автобуса - Олег Хроменков — сосед по общежитию |

## Съёмочная группа
- Автор сценария — Александр Хазин
- Режиссёр-постановщик — Сергей Сиделёв
- Главные операторы — Моисей Магид, Лев Сокольский
- Художник — Евгений Еней
- Композитор — Василий Соловьёв-Седой
- Звукооператор — Лев Вальтер
- Режиссёр — И. Голынская
- Редактор — Светлана Пономаренко
- Монтажёр — Раиса Изаксон
- Директор картины — Михаил Шостак

## Критика
Кинокритик Виктор Орлов недоумевал, «что побудило творческих работников „Ленфильма“ взяться за постановку такого примитивного драматургического произведения».

## Примечание
1. ↑  Орлов В., 1960, с. 7.